# Vattenstånd
Vattenstånd är det begrepp som används inom hydrologin för att ange sjöars, floders och de öppna havens aktuella nivå i förhållande till en referensnivå som ofta är medelvattenståndet. Man brukar skilja mellan vattenstånd allmänt och havsvattenstånd. 

## Normala vattenståndsändringar
Vattenståndet är speciellt viktigt för sjöfarten genom att sjökortens vattendjup är angivna efter medelvattenståndet där avvikelser på flera meter kan förekomma. De faktorer som främst påverkar vattenståndet i det öppna havet är den aktuella lufttrycksskillnaden mellan två angränsande områden, ytvattenströmningen orsakad av vindhastigheten och på vissa platser på jorden, även månens dragningskraft på vattenmassan, så kallat tidvatten-fenomen. Det finns även fenomen som periodiska storskaliga nivåskillnader i vattenstånden i havet globalt sett som kan ge en viss inverkan.
I Skandinavien beror skillnaden i vattenståndet främst på de lufttrycksskillnader som kan uppträda över stora områden. Om lufttrycket över en stor del av Östersjön är högt i förhållande till lufttrycket över ett stort område i Nordsjön så pressas vatten ut ur Östersjön via Öresund och vice versa. Förloppen är långsamma genom de enorma vattenvolymer som sätts i rörelse och en ändring i vattenståndet som påverkar sjöfarten kräver att en stabil tryckskillnad kvarstår en längre tid,  minst 1-2 veckor. Fenomenet märks tydligast på våren och försommaren genom att väderleken under den tiden domineras av högtryck över Östersjön i förhållande till Nordsjön som kan hålla i sig 3-4 veckor i sträck. Den normala variationen i Östersjön ligger på -0,5 m till + 0,5 m men kan i vissa fall nå upp till 1 meters skillnad. I det senare fallet kan det ha mycket stor betydelse både för yrkessjöfarten i de kustnära farvattnen samt även för mindre fritidsbåtar där en uppstickande sten under vattnet i sjökortet plötsligt blir en farlig grynna. Även anläggningar i anslutning till kusten som är beroende av ett stabilt vattenstånd kan påverkas i hög grad vid stora ändringar i vattenståndet.
Även starka ihållande vindar över stora områden kan ge en avsevärd ändring i vattenstånden.

## Vattenståndsnivåer ur ett längre tidsperspektiv
Mycket stora skillnader i vattenstånd har förekommit sett över några 100-tal år som förr i tiden dokumenterades på olika sätt där man markerat extrema nivåer med stenar eller dylikt (även kallad hungersten). Det var först i slutet på 1600-talet som man började föra mer regelbundna noteringar om vattenståndet när man också för första gången noterat att landet verkade sakta höja sig ur havet, fast man på den tiden inte förstod varför. Fenomenet kom senare att sammankopplas med den senaste istiden som avslutades för cirka 10 000 år sen, när ett mer än 4 kilometer tjockt istäcke i form av en gigantisk glaciär låg över Skandinavien och tryckte ner jordskorpan och "bucklade" till den. Glaciären var som tjockast i trakten runt Umeå med avtagande tjocklek mot söder. Glaciären växte och krympte under åtskilliga tusentals år samtidigt som den i medeltal började smälta av. Den nerbucklade jordskorpan började så småningom att börja återta sin ursprungliga form och den så kallade landhöjningen påbörjades som fortgår än idag. Landhöjningen i Skandinavien är som störst i Umeåtrakten som hade det tjockaste istäcket, där man har uppmätt som mest cirka 1-1.5 cm per år och i Mälardalen cirka 0,5 cm per år. I de södra delarna av Sverige, som hade ett tunnare isskikt, pågår istället en landsänkning i motsvarande grad. Skillnaden i vattenståndet på grund av landhöjning eller sänkning är inget som man i normala fall behöver ta hänsyn till genom att andra fenomen är helt dominerande för vattenståndets ändringar. Landhöjningen kan däremot ha ett viktigt historiskt värde där man exempelvis kan påvisa tidiga bosättningar, som daterats till flera tusen år tillbaka i tiden, som idag ligger långt från aktuell strandlinje, men som borde ha legat precis vid strandkanten. 2000 år i Umeåtrakten motsvarar lågt räknat minst 20 meter landhöjning i förhållande till havsnivån, vetskapen om dessa stora nivåskillnader kan användas för att leta efter forntida boplatser på troliga platser för en viss tidsperiod.

## Abrupta vattenståndsändringar
Skillnader i vattenstånd av mer abrupt karaktär kan uppkomma vid vulkanutbrott på havsbottnen och förskjutningar i vertikal led mellan kontinentalplattorna utefter en lång sprickzon som kan påverka mycket stora vattenmassor med en utbredning på 100-tals mil. Det senare kan ge upphov till så kallade Tsunami, motsvarande svenskans hamnvåg. En liten nivåskillnad i vattenståndet ute till havs vid stora vattendjup i storleksordningen under 0,5 m orsakad av en förskjutning mellan kontinentalplattor fortplantar sig snabbt in mot kusten där vattendjupet är mindre. Beroende på bottenförhållanden kan detta ge förödande effekter vid kusten med plötsligt uppträdande höga vågor och kraftigt ökat vattenstånd under flera timmar med en fram och återgående vattenståndsändring som kan pågå flera dagar. Fenomenet är likartat det som storskaligt skvalp i en vattenbassäng åstadkommer och är lätt att simulera i liten skala genom den likformighet som råder i fluida system enligt bland annat Bernoullis ekvation. Skillnaden i vattenstånd avtar när ursprunglig nivåskillnad mot medelvattenståndet har förbrukat den energi som nivåskillnaden motsvarar i form av viskösa friktionsförluster och förluster när vågorna bryts och slår över vid kusten. Dessa fenomen tillhör ovanligheterna och något som sjöfarten ute till havs normalt inte påverkas av medan det för kustsjöfarten kan ha mycket stor betydelse men beror i hög grad av aktuellt vattendjup i aktuella farvatten i förhållande till vattendjupet längre ut till havs.

## Fotnoter
1. ↑  Sjöfartsverket: RH 2000 Arkiverad 30 april 2019 hämtat från the Wayback Machine., läst 2019-04-30
2. ↑  Katz, Brigit. ”'Hunger Stones' With Ominous Messages Emerge in Drought-Parched Czech River” (på engelska). Smithsonian Magazine. https://www.smithsonianmag.com/smart-news/hunger-stones-emerge-drought-parched-czech-river-180970130/. Läst 9 maj 2020.